# Torre-Pacheco
Torre-Pacheco település Spanyolországban, Murciában. Torre-Pacheco Murcia, San Javier, Los Alcázares, Cartagena és Fuente Álamo de Murcia községekkel határos. Lakosainak száma 40 074 fő (2024).

## Népesség
A település népessége az elmúlt években az alábbi módon változott:
| Lakosok száma | 24 152 | 26 806 | 29 187 | 31 495 | 33 911 | 34 151 | 35 198 | 35 676 | 38 140 | 40 074 |
|               | 2001   | 2004   | 2007   | 2009   | 2012   | 2014   | 2017   | 2019   | 2022   | 2024   |